# Harry Lehmann
Harry Lehmann (Güstrow, 21 marzo 1924 – Amburgo, 22 novembre 1998) è stato un fisico tedesco.

## Biografia
Harry Lehmann ha studiato fisica a Rostock all'Università Humboldt di Berlino. Nel 1950 si è dottorato all'Università di Jena sotto la supervisione del fisico teorico tedesco Friedrich Hund. Nel 1952 ha lavorato all'istituto Max Planck di Gottinga e successivamente è stato in visita a Copenaghen per un anno. Dal 1956 ha lavorato all'Università di Amburgo.
Nel 1967 ha vinto la medaglia Max Planck per i suoi risultati straordinari in fisica teorica. È conosciuto soprattutto per la celebre formula di riduzione LSZ (Lehmann-Symanzik-Zimmermann) e per la rappresentazione spettrale di Källén-Lehmann